# Amylopektin
Amylopektin er den ene af to slags stivelse der findes i planter. Det er et kulhydrat, en meget forgrenet polymer der består af glukoseenheder. Polymeren er sammenbundet af α(1→4) bindinger med forgreninger af α(1→6) bindinger for hvert 24-30 glukosemolekyle. Amylopektin produceres af flere planter og forefindes i høje koncentrationer i kartofler og korn, hvor amylopektin udgør ca. 80% af stivelsen, de resterende 20% udgøres af amylose. Ved naturlige forhold fremtræder polymeren som en sammenrullet kugle, kaldet stivelseskorn, hvilket gør den særdeles velegnet til opbevaring af kulhydrat i plantecellerne. Opvarmes amylopektin til 65 °C i vandlig opløsning svulmer stivelseskornene op og der forekommer en gelatinisering. Denne gelatinisering er f.eks. årsagen til at havregrød kan laves ved at koge havregryn, der er rige på stivelse. Ved brygning af øl og whisky hydrolyseres amylopektin fra kornet (ofte byg) til maltose af enzymerne α-amylase og β-amylase, under mæskningen. α-amylase hydrolyserer bindingerne ved forgreningerne på amylopektinen, og leverer derved substrat til β-amylasen.
På grund af amylopektinets store værdi som fortykningsmiddel og klister i fødevareindustrien og i den kemiske industri er der store bestræbelser i gang for at genmodificere kartofler til sorter, der kun producerer amylopectin ved med antisense-teknologi at lukke ned for syntesen af amylose, der normalt udgør en 20% "forurening" af amylopektin.
Det animalske modstykke til amylopektin er glykogen.